# Hugo de Crevecoeur
No confundir con su sobrino Robert de Crevequer.
Hugo de Crevecoeur, también Robert fitz Hamon y Robert de Crevequer (m. 1145), fue un noble anglonormando, castellano y señor del castillo de Leeds. Hijo de Hamon de Creully y medio hermano de Hamon FitzHamon de Crevecoeur. Participó en la conquista de Inglaterra como vasallo de Odon de Bayeux siguiendo a Guillermo II de Normandía, recibiendo como recompensa propiedades como se menciona en el Libro Domesday. De los 38 señoríos episcopales, el más grande con 10 honorarios de caballero pertenecía a Hugo. Tras la caída de Odon de Bayeux, fue uno de los ocho caballeros elegidos para la protección del castillo de Dover por John de Fiennes, por lo que debió de aportar 5 caballeros durante 20 semanas por 5 honores de caballero. Fue responsable de la construcción de la Torre de Cranville (o Torre de Crevequer).